# Julien Faubert
Julien Faubert (Le Havre, 1983. augusztus 1. –) francia válogatott labdarúgó, aki jelenleg a Kilmarnock FC csapatában játszik jobb oldali középpályásként.

## Pályafutása

### Kezdeti évek
Julien Faubert Le Havre-ban született és futballkarrierjét az AS Cannes-ban kezdte, később pedig a Bordeaux csapatába szerződött.

### West Ham United
2007. június 23-án a L'Équipel francia sportújságban jelentették, hogy Faubert 6,5 millió euróért a skót Rangersbe igazol, azonban július 1-jén Faubert-t 6,1 millió euróért leigazolta az angol West Ham United. Július 17-én Achilles-ín sérülést szenvedett a Sigma Olomouc elleni barátságos meccsen, így a csapatba kerülés nehéz volt számára.
2009 januárjában a Real Madridba érkezett kölcsönben 1,5 millió euróért, a királyi gárdának opcionális joga volt nyáron a megvásárlására 6 millió euróért.

## Francia válogatott
Mindössze egyszeres francia válogatott, 2006. augusztus 16-án debütált a nemzeti csapatban. A meccsen Bosznia-Hercegovina válogatottját fogadták. A mérkőzést a francia válogatott nyerte 2–1-re, a győztes gólt Faubert szerezte.